# Средец (област Стара Загора)
Вижте пояснителната страница за други значения на Средец.
Средец е село в Южна България. То се намира в община Опан, област Стара Загора.

## История
Старото име на селото е Сиромашлии.

## Други
Нос Средец на остров Смит в Антарктика е наименуван на селото.